# サンオーイ
サンオーイは日本の競走馬である。1983年の南関東三冠馬。同期には、中央競馬史上3頭目の牡馬クラシック三冠馬ミスターシービーがいる。
※ 馬齢は旧表記を用いる。

## 牧場時代
父リマンドはオペックホース、アグネスレディー、テンモンなどを輩出した名種牡馬。母サンオーオクは北海優駿、北斗盃、ジュニアカップを優勝した道営競馬の活躍馬で、北海道の牧場関係者で知らない者はいないほどであった。
ところが、2歳春に牧場に乱入した鹿の大群に驚いたサンオーイは、柵に激突し腰にダメージを負った。命をも脅かす深手から半年弱で回復したものの、肝心の成長期に放牧ができなかった。

## 競走生活
3歳となった1982年に大井競馬場でデビュー。同年は3戦2勝。4歳となった1983年は京浜盃で重賞競走初勝利を挙げると、黒潮盃では5着に敗れたが、南関東三冠競走の羽田盃、東京ダービーをそれぞれ4馬身差、7馬身差で圧勝した。秋は東京盃から始動し2年前の東京ダービー優勝馬スズユウの2着に敗れ、次の隅田川賞（準重賞。大井競馬場）も4着だったが、三冠最終戦の東京王冠賞では1番人気に応えて三冠を達成した。三冠競走の2着馬はいずれもセレブレイシヨンであった。その勢いで古馬が相手となった暮れの東京大賞典にも優勝。このため「四冠馬」と呼ばれることもある。この年の戦績は9戦6勝、幼少期のアクシデント発生期には競馬関係者や競馬記者が想像できなかったほどの活躍であった。
古馬となった1984年に中央競馬に移籍。当時、中央でも19年振りの三冠馬ミスターシービーが誕生したこともあり、年明け早々に中央移籍壮行会が行われるほどの入れ込みようであった。ところが、サンオーイの絶頂期はこの時期がピークで、移籍後は大井時代のような活躍を見せることはなくなった。目標の一つであった春の天皇賞に間に合わず、適距離からは短めの1600メートル戦・安田記念に出走したが、ハンデを乗り越え短距離王・ハッピープログレスの3着と好走。次走のオープン特別・札幌日経賞で中央初勝利を果たしたものの、続く札幌記念では前走2着に破ったローラーキングに借りを返される2着惜敗だった。休養をはさんで出走した毎日王冠で、遂にミスターシービーとの直接対決が実現。前年の菊花賞以来の実戦が不安視されたミスターシービーを差し置き1番人気に推されたサンオーイであったが、肝心のレースはカツラギエースの絶妙の逃げにしてやられ3着惜敗。大一番の天皇賞（秋）でもミスターシービーの6着に終わった。同年は5戦1勝であった。
翌1985年、2戦未勝利に終わったサンオーイは地方競馬に戻った。上山競馬場への転出し、そこで1戦1勝を挙げたサンオーイは、翌1986年に古巣の大井競馬場に帰還するものの、2戦未勝利に終わり、再び上山競馬場に移籍となった。同年6戦2勝で上山競馬場最大の競走であった樹氷賞では1番人気に推されたが競走中止。この競走を最後に引退した。

## 競走馬引退後
引退後は種牡馬となったが、3年目のシーズン途中の1989年5月18日に心臓麻痺で急死した。その後、三石の家畜診療センターで検死が行われ、その結果サンオーイの心臓に数箇所の壊死が発見された。サンオーイは幾度かの心臓停止を乗り越えていたのである。
サンオーイの忘れ形見である代表産駒・トミシノポルンガは笠松競馬場の所属でダービーグランプリやテレビ愛知オープン（中京競馬場）などを優勝し、1994年のNARグランプリサラブレッド系最優秀古馬牡馬を受賞している。

## 血統表
| サンオーイの血統                       | サンオーイの血統                                                   | サンオーイの血統                                                   | （血統表の出典）                                                   | （血統表の出典） |
| 父系                                   | ブレニム系                                                         | ブレニム系                                                         | ブレニム系                                                         | [ § 2 ]          |
| 父 *リマンド Remand イギリス 1965 栗毛 | 父の父Alcide イギリス 1955 鹿毛                                    | Alycidon                                                           | Donatello                                                          | Donatello        |
| 父 *リマンド Remand イギリス 1965 栗毛 | 父の父Alcide イギリス 1955 鹿毛                                    | Alycidon                                                           | Aurora                                                             |                  |
| 父 *リマンド Remand イギリス 1965 栗毛 | 父の父Alcide イギリス 1955 鹿毛                                    | Chenille                                                           | King Salmon                                                        | King Salmon      |
| 父 *リマンド Remand イギリス 1965 栗毛 | 父の父Alcide イギリス 1955 鹿毛                                    | Chenille                                                           | Sweet Aloe                                                         |                  |
| 父 *リマンド Remand イギリス 1965 栗毛 | 父の母Admonish イギリス 1958 芦毛                                  | Palestine                                                          | Fair Trial                                                         | Fair Trial       |
| 父 *リマンド Remand イギリス 1965 栗毛 | 父の母Admonish イギリス 1958 芦毛                                  | Palestine                                                          | Una                                                                |                  |
| 父 *リマンド Remand イギリス 1965 栗毛 | 父の母Admonish イギリス 1958 芦毛                                  | Warning                                                            | Chanteur                                                           | Chanteur         |
| 父 *リマンド Remand イギリス 1965 栗毛 | 父の母Admonish イギリス 1958 芦毛                                  | Warning                                                            | Vertencia                                                          |                  |
| 母 サンオーオク 1974 鹿毛              | 母の父*ステューペンダス Stupendous アメリカ 1963 青毛              | Bold Ruler                                                         | Nasrullah                                                          | Nasrullah        |
| 母 サンオーオク 1974 鹿毛              | 母の父*ステューペンダス Stupendous アメリカ 1963 青毛              | Bold Ruler                                                         | Miss Disco                                                         |                  |
| 母 サンオーオク 1974 鹿毛              | 母の父*ステューペンダス Stupendous アメリカ 1963 青毛              | Magneto                                                            | Ambiorix                                                           | Ambiorix         |
| 母 サンオーオク 1974 鹿毛              | 母の父*ステューペンダス Stupendous アメリカ 1963 青毛              | Magneto                                                            | Dynamo                                                             |                  |
| 母 サンオーオク 1974 鹿毛              | 母の母*ソヴリンレディ Sovereign Lady イギリス 1968 栗毛            | King's Leap                                                        | Princely Gift                                                      | Princely Gift    |
| 母 サンオーオク 1974 鹿毛              | 母の母*ソヴリンレディ Sovereign Lady イギリス 1968 栗毛            | King's Leap                                                        | Impala                                                             |                  |
| 母 サンオーオク 1974 鹿毛              | 母の母*ソヴリンレディ Sovereign Lady イギリス 1968 栗毛            | High Lady                                                          | Acropolis                                                          | Acropolis        |
| 母 サンオーオク 1974 鹿毛              | 母の母*ソヴリンレディ Sovereign Lady イギリス 1968 栗毛            | High Lady                                                          | Lady Fell                                                          |                  |
| 母系(F-No.)                            | (FN:3-e)                                                           | (FN:3-e)                                                           | (FN:3-e)                                                           | [ § 3 ]          |
| 5代内の近親交配                        | Nasrullah 4×5=9.38%、Alycidon-Acropolis 3×4=18.75% (全兄弟クロス） | Nasrullah 4×5=9.38%、Alycidon-Acropolis 3×4=18.75% (全兄弟クロス） | Nasrullah 4×5=9.38%、Alycidon-Acropolis 3×4=18.75% (全兄弟クロス） | [ § 4 ]          |
| 出典                                   | 1. 2. 3. 4.                                                        | 1. 2. 3. 4.                                                        | 1. 2. 3. 4.                                                        | 1. 2. 3. 4.      |

- 母サンオーオクの曾孫にミラージェネス（駿蹄賞、新緑賞、ライデンリーダー記念など）、キヨミラクル（新春賞、コウノトリ賞）などがいる。